# David B. Weishampel
David B. Weishampel (* 16. listopadu 1952) je americký paleontolog, pracující v Center for Functional Anatomy and Evolution při Johns Hopkins University School of Medicine. Titul Ph.D. získal v roce 1981 na University of Pennsylvania za svou práci v oboru geologie. Jeho výzkum zahrnuje klasifikaci dinosaurů, zejména evropských dinosaurů ze svrchní křídy, mechaniku čelistního kloubu a býložravectví, kladistiku, heterochronii a historii evoluční biologie. Jeho nejznámější publikací je kniha The Dinosauria vydaná v roce 2004. David Weishampel se také podílel jako konzultant na natáčení filmu Jurský park a je držitelem filmové ceny Academy Scientific and Technical Award.

## Výběr z bibliografie
- Weishampel, D. B., Dodson, P., and Osmólska, H. (eds.). 2004. The Dinosauria. 2nd edition. Univ. California Press, Berkeley. 833 pp.
- Weishampel, D. B. & White, N. (eds.). 2003. The Dinosaur Papers: 1676-1906. Smithsonian Institution Press, Washington, D. C. 524 pp.
- Weishampel, D.B., C.-M. Jianu, Z. Csiki, and D.B. Norman. 2003. Osteology and phylogeny of Zalmoxes (n.g.), an unusual ornithopod dinosaur from the latest Cretaceous of Romania. J. Syst. Palentol. 1: 123-143. DOWNLOAD PDF (visit Cambridge Journals page)
- Jianu, C. M. & Weishampel, D. B. 1999. The smallest of the largest: a new look at possible dwarfing in sauropod dinosaurs. Geol. Mijnbouw 78: 335-343.
- Weishampel, D. B. 1996. Fossils, phylogeny, and discovery: a cladistic study of the history of tree topologies and ghost lineage durations. J. Vert. Paleont. 16: 191 197.
- Weishampel, D. B. 1995. Fossils, function, and phylogeny. In: Thomason, J. (ed.). Functional Morphology in Vertebrate Paleontology. Cambridge Univ. Press, New York. pp. 34-54.
- Weishampel, D. B. & Horner, J. R. 1994. Life history syndromes, heterochrony, and the evolution of Dinosauria. In: Carpenter, K., Horner, J. R., & Hirsch, K. (eds.). Dinosaur Eggs and Babies. Cambridge Univ. Press, New York. pp. 229 243.
- Heinrich, R. E., Ruff, C. B., & Weishampel, D. B. 1993. Femoral ontogeny and locomotor biomechanics of Dryosaurus lettowvorbecki (Dinosauria, Iguanodontia). Zool. J. Linn. Soc. 108: 179 196.
- Weishampel, D. B., Norman, D. B., & Grigorescu, D. 1993. Telmatosaurus transsylvanicus from the Late Cretaceous of Romania: the most basal hadrosaurid. Palaeontology 36: 361 385.
- Weishampel, D. B. 1993. Beams and machines: modeling approaches to analysis of skull form and function. In: Hanken, J. & Hall, B. K. (eds.) The Vertebrate Skull. Univ. Chicago Press, Chicago. pp. 303 344.
- Weishampel, D. B., Grigorescu, D., & Norman, D. B. 1991. The dinosaurs of Transylvania: island biogeography in the Late Cretaceous. Natl. Geogr. Res. 7: 68 87.
- Weishampel, D. B. 1991. A theoretical morphologic approach to tooth replacement in lower vertebrates. In: Vogel, K. & Schmidt Kittler, N. (eds.). Constructional Morphology and Biomechanics: Concepts and lmplications. Springer Verlag, Berlin. pp. 295 310.